# Chrystyna Daranuca
Chrystyna Daranuca (ukr. Христина Дарануца; ur. 2 grudnia 1990) – ukraińska zapaśniczka walcząca w stylu wolnym.
Zajęła ósme miejsce na mistrzostwach świata w 2010. Wicemistrzyni Europy w 2011 roku.